# Amputacija
Amputacija (lat. amputatio = odsijecanje) je kirurški postupak kojim se uklanja neki dio tijela ili organa. Prilikom amputacije uklanjaju se meki dijelovi zajedno s kostima, a kad linija prelazi kroz jedan ili više zglobova postupak se zove egzartikulacija (lat. articulus, zglob).
Amputacija se primjenjuje kod oboljenja i ozljeda u kojih nema mogućnosti izlječenja ili pri teškim infekcijama i postojanju malignih izraslina gdje postoji opasnost za čitav organizam.
Amputacija je jedna od najstarijih kirurških zahvata, primjenjivala se već u starome vijeku. Međutim, sve do novijeg doba ova operacija je bila izuzetno teška i opasna zbog česte pojave jakih krvarenja, a velika rana koja je sporo zacjeljivala, gotovo redovno se inficirala. Opojni napici i neobično velika brzina operiranja nisu mogli smanjiti bolove koji su pratili gotovo svaku amputaciju. Tek su medicinska otkrića u drugoj polovici 19. stoljeća (opća anestezija, antisepsa i asepsa, i naposljetku hemostatska poveska) omogućila da se metode amputacije postupno razviju i usavrše. 
Amputacija može biti: 
- mjera za spas života bolesnika ili
- kazna po Šerijatskom pravu za određena kažnjiva djela u dijelu islamskih država (Iran, Saudijska Arabija, Sudan).

## Vrste amputacija
Po vremenu primjene amputacije mogu biti primarne ili sekundarne odnosno, kasne.

### Primarna amputacija
Primarna amputacija se vrši neposredno nakon ozljede, i obično je sastavni dio primarne obrade rane. Primjenjuje se kada je ekstremitet ozljedom u većem dijelu ili i cijelosti prekinut. Kada su prekinuti velike krvne žile i živce ili onda kada postoji prostrano uništenje opeklinom.

### Sekundarna amputacija
Sekundarna ili kasna amputacija primjenjuje se naknadno, ako nastupe komplikacije koje se ne mogu otkloniti na drugi način. Amputacija se primjenjuje pri pojavi komplikacija koje ugrožavaju život ranjenika - gangrene poslije prekida krvnih žila ili zbog ozeblina, odnosno opeklina. U nekim slučajevima sekundarnog krvarenja i kroničnog gnojenja kada prijelom ne zarasta, a ranjenik je izložen opasnosti trajne intoksikacije također se mora primijeniti amputacija. Ako se na batrljku pojave komplikacije koje smetaju protezi, često se pribjegava reamputaciji.

## Amputacije u ratnoj kirurgiji
U ratnoj kirurgiji amputacija ima naročiti značaj, jer ozljede ekstremiteta čine oko 70% svih ratnih ozljeda. U Prvom svjetskom ratu amputacije su se primjenjivale u velikom broju slučajeva. U francuskoj vojsci je od cjelokupnog broja povreda ekstremiteta s ozljedom kosti amputirano 3,7%, a prosječno 16,4% kod ozljeda samo 6 dugih kostiju udova, od čega na gornji ekstremitet otpada 12,2%, a na donji 20,6%. Ako je stav prema amupaciji bio konzervativniji, utoliko je smrtnost bila veća, što se vidi i iz podataka o prostrijelnim prijelomima butine na prednjim kirurškim etapama. 
| Država                    | Amputacija (%) | Smrtnost (%) |
| ------------------------- | -------------- | ------------ |
| Njemačko Carstvo          | 12,5           | 42,5         |
| Britansko Carstvo         | 20,1           | 17,5         |
| Treća Francuska Republika | 28,9           | 13,3         |

U Drugom svjetskom ratu, međutim, usvaja se u mnogome drukčiji stav u odnosu na amputaciju. Sistematska primjena imobilizacije prijeloma, brzina evakuacije, razvitak znanosti o šoku i njegovom liječenju, široka primjena transfuzije krvi, pronalazak antibiotika i dr., omogućilo je da se broj amputacija radikalno smanji i sačuva mnogo više života nego u prijašnjim ratovima. U vojsci SAD-a npr. smrtnost poslije amputacije gornjeg ekstremiteta bila je 5,1%, a nakon amputacije donjeg ekstremiteta 11,2 %, u odnosu na podatke o postotcima iz Prvog svjetskog rata koji su iznosili 12, odnosno 32%.
Pri donošenju odluke o tome je li potrebno izvršiti amputaciju, osim medicinskih razloga često odlučuju i uvjeti ratne situacije. U nekoj pokretnoj kirurškoj etapi npr. često će se izvršiti hitna amputacija, iako bi se takav ranjenik u stabilnoj medicinskoj ustanovi promatrao duže vrijeme prije nego što bi se donijela odluka o amputaciji. Visina amputacije ovisi o prirodi ozljede (oboljenja), ali se uvijek mora imati u vidu funkcionalna vrijednost batrljka, na kojem će kasnije proteza zamijeniti odstranjeni dio. Batrljak mora djelovati na protezu kao poluga koja joj omogućava pokrete, zbog čega mora imati potrebnu dužinu. Uz to, batrljak mora biti pravilnog oblika, bezbolan, dobro postavljen mekim dijelovima, i s mekanim ožiljkom koji nije srastao za kost. Da bi se amputacija pravilno izvršila i da bi se dobio funkcionalno dobar batrljak, razvijene su mnoge metode od kojih najpovoljnije rezultate daje tzv. metoda režnjeva. U ratu se, međutim, amputacije vrše, prije svega, radi spašavanja života (funkcionalni rezultat je sekundarnog značaja), zbog čega se primjenjuju jednostavnije i brže metode operacije — giljotinska ili polugiljotinska amputacija (amputacija u jednoj ili dvije ravnine). U takvim situacijama funkcionalni rezultat amputacija uzima se u obzir utoliko, što se od ekstremiteta odstranjuje najmanje koliko se mora, štedi najviše koliko se smije, naročito ako su u pitanju gornji ekstremiteti. Sve ostalo se prepušta naknadnim operacijama, tako da su u 70% — 90% izvršenih amputacija iz vitalnih razloga potrebne i naknadne kirurške korekture ili reamputacije.
Za funkcionalno dobar batrljak nije dovoljna samo pravilno izvršena operacija, već je potrebno i postoperacijsko liječenje koje mora obuhvati mjere sprječavanja razvoja kontrakture zgloba i retrakciie mišića, kao i mjere funkcionalne mobilizacije.

## Vanjske poveznice
- Amputacija